# Przygoń (wzniesienie)
Przygoń – najwyższy szczyt Jaworzna o wysokości 354,7 m n.p.m. w regionie Pagórów Jaworznickich (Garb Ciężkowicki). Znajduje się we wschodniej części dzielnicy Ciężkowice. Na wzniesieniu usytuowana jest wieża przeciwpożarowa wysoka na ok. 30 metrów. W lesie można odnaleźć resztki konstrukcji wieży triangulacyjnej.
Ze wzgórza widoczne jest nie tylko całe miasto, ale również znaczna część zabudowań w Zagłębiu, charakterystyczne dla Górnego Śląska, Zagłębia Dąbrowskiego i Krakowskiego szyby kopalń, kominy fabryk. Ze wzniesienia widoczne są również Beskidy: Morawsko-Śląski, Śląski, Żywiecki aż po Wyspowy, a przy korzystnej pogodzie także Tatry.